# 完全圖
在图论中，完全图（英語：complete graph）是一个简单的无向图，其中每一对相異的顶点都有且只有一条边相连。若為簡單有向圖且每一對相異頂點皆有一個有向邊相連（其方向方向擇一），則稱為競賽圖。其中，如果每對相異頂點之間相連的有向邊為雙向，則稱為完全有向圖或完全競賽圖。
图论起源于欧拉在1736年解决七桥问题上做的工作，但是通过将顶点放在正多边形上来绘制完全图的尝试，早在13世纪拉蒙·柳利的工作中就出现了。这种画法有时被称作神秘玫瑰。

## 性质
在{\displaystyle n}个顶点上的完全图被记作{\displaystyle K_{n}}，有些文献认为这个记号中的字母{\displaystyle K}代表德文 komplett，但是完全图的德文vollständiger Graph并没有字母{\displaystyle K}，其他文献认为这个记号是为了纪念卡齐米日·库拉托夫斯基对图论的贡献。
{\displaystyle K_{n}}有{\displaystyle n(n-1)/2}条边，并且是{\displaystyle n-1}正则图。所有的完全图都是它们本身的极大团。它们是极大连通的，因为唯一的割点集(vertex cut)是所有顶点的集合。完全图的补图是空图。
完全图的每一条边都被附上了定向之后形成的有向图被称作轮转(tournament)。
{\displaystyle K_{n}}可以被分解成{\displaystyle n}个树{\displaystyle T_{i}}，且{\displaystyle T_{i}}有{\displaystyle i}个顶点。 Ringel猜想可以被表述为：完全图{\displaystyle K_{2n+1}}能否被分解成一些完全相同的{\displaystyle n}阶树。 对于足够大的{\displaystyle n}，这个结论是成立的。
完全图的匹配数按照它们的阶数排列，由telephone numbers给出： 1, 1, 2, 4, 10, 26, 76, 232, 764, 2620, 9496, 35696, 140152, 568504, 2390480, 10349536, 46206736, ... （OEIS數列A000085）。这些数字给出了在{\displaystyle n}阶图上Hosoya指数的最大可能值。 在{\displaystyle K_{n}}上的完美匹配的个数为{\displaystyle (n-1)}!!。
对于阶数小于等于27阶的完全图来说，它们的交叉数是已知的，{\displaystyle K_{28}}的交叉数是7233或者7234。阶数更大的交叉数由Rectilinear Crossing Number project在收集。{\displaystyle K_{n}}的Rectilinear交叉数为：0, 0, 0, 0, 1, 3, 9, 19, 36, 62, 102, 153, 229, 324, 447, 603, 798, 1029, 1318, 1657, 2055, 2528, 3077, 3699, 4430, 5250, 6180, ... （OEIS數列A014540）。

## 几何和拓扑
{\displaystyle n}阶完全图可以代表{\displaystyle (n-1)}-单纯形。几何上，{\displaystyle K_{3}}构成了三角形，{\displaystyle K_{4}}构成了四面体，依次类推。恰薩爾十四面體，一个非凸的和环面同胚的多边形，可以由{\displaystyle K_{7}}作为它的skeleton。
{\displaystyle K_{1}}到{\displaystyle K_{4}}都是平面图，然而当{\displaystyle n\geqslant 5}时，在平面上绘制{\displaystyle K_{n}}时总是会有交叉。另外，非平面图{\displaystyle K_{5}}在刻画平面图的性质时起着重要的作用：根据庫拉托夫斯基定理，当且仅当一个图不包含{\displaystyle K_{5}}或完全二分图{\displaystyle K_{3,3}}作为它的細分时，这个图是平面图。根据瓦格纳定理，当且仅当一个图不包含{\displaystyle K_{5}},以及完全二分图{\displaystyle K_{3,3}}作为它的图子式时，这个图是平面图。作为Petersen family的一部分，{\displaystyle K_{6}}起到了一个了类似的作用，为了保证一个图的linkless embedding，它不能作为这个图的图子式出现。 更精确地说，Conway和Gordon 证明了每一个{\displaystyle K_{6}}在3维空间中的嵌入都是intrinsically linked 的，且至少有一对linked的三角形。Conway和Gordon还证明了任意{\displaystyle K_{7}}在3维空间中的嵌入都包含了一个作为一个非平凡的扭结嵌入在空间里的哈密顿环。

## 例子
當 {\displaystyle 1\leq n\leq 12} 時，{\displaystyle n}阶完全图以及它們的邊數：
| K1: 0  | K2: 1   | K3: 3   | K4: 6   |
| ------ | ------- | ------- | ------- |
|        |         |         |         |
| K5: 10 | K6: 15  | K7: 21  | K8: 28  |
|        |         |         |         |
| K9: 36 | K10: 45 | K11: 55 | K12: 66 |
|        |         |         |         |